# Rosamond Gifford Zoo
Koordinaten: 43° 2′ 32″ N, 76° 10′ 52″ W
Der Rosamond Gifford Zoo ist ein zoologischer Garten im Burnet Park, Syracuse, im US-Bundesstaat New York.
Besitzer und Verwalter sind die Onondaga County Parks. Der Garten beherbergt über 200 Tierarten. Höhepunkte sind die Elefantenanlage, diverse Naturschutzpfade unter frei lebenden Tieren, der Streichelzoo, der Wasservogelteich, eine große Freivoliere sowie die neu angelegte Pinguinanlage. Der Zoo beinhaltet ein Zentrum zur Ausbildung in Naturschutzbiologie.

## Geschichte
Nach der Eröffnung 1914 betrug die Größe des Zooareals 1,61 ha. 1916 wurde der Zoo erstmals mit einer Bärenanlage sowie einem Wasservogelweiher vergrößert. 1933 hatte sich die Fläche verdoppelt, und 1955 vergrößerte sich der Park durch den Bau eines Streichelzoos sowie eines Affengeheges ein weiteres Mal.
Eine Verschlechterung rund um den Zoo begann in den frühen 1960er Jahren, als die Steuereinnahmen der Stadt Syracuse schrumpften und somit das Budget zur Unterstützung des Tierparks gekürzt wurde.
1974 brachen zwei Jugendlichen in den Tierpark ein und töteten oder verletzten rund 40 Tiere. Trotz einer Bewilligung zu einer weiteren Vergrößerung von rund 7,3 ha überstellte die Stadt Syracuse die Zuständigkeit des Zoos an das Onondaga County.